# Gobierno del Estado de México

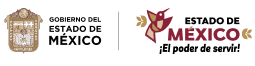
Logo del Gobierno del Estado de México, período 2023-2029

El Gobierno del Estado de México es el conjunto de instituciones políticas y administrativas que rigen al territorio mexiquense, conforme al poder legislativo en el Congreso del Estado de México, y el judicial en el Poder Judicial del Estado de México.
La actual incúmbete gubernamental es Delfina Gómez Álvarez.  

## Dependencias
Hay tres tipos de dependencias del gobierno del estado: secretarías de gobierno, el sector auxiliar y el sector autónomo.
El poder legislativo del estado está a cargo del H. Congreso del Estado Libre y Soberano de México, conformado por 75 diputados, 45 de ellos por representación por distrito (hay 45 distritos estatales) y 30 por representación proporcional. La LVI legislatura estado de 2006 a 2009 estuvo conformada de la siguiente manera: el PRI fue la primera minoría, con 22 diputados (2 de representación proporcional y 20 por distrito), el PAN y el PRD estuvieron empatados como segundas minorías, cada uno con 20 diputados; el PAN tuvo 11 de representación proporcional y 9 por distrito; el PRD 16 escaños por distrito y 4 por representación proporcional. Las fuerzas menores, como el PVEM (Partido Verde Ecologista de México), el PT (Partido del Trabajo) y Convergencia tuvieron cada uno, 6, 3 y 2 diputados, todos por representación proporcional.
En cambio, en el plano federal, el Estado de México pertenece a la quinta circunscripción, junto con los estados de Colima, Michoacán e Hidalgo. Le corresponden 40 distritos electorales y 23 escaños de representación proporcional, es decir, 63 diputaciones federales. En la elección de la LX legislatura (2006) las diputaciones se distribuyeron así: 40 diputados por mayoría relativa, 22 por el PRD, 6 por el PRI y 12 por el PAN; 23 diputados por representación proporcional, 8 por el PRD, 4 por el PRI, 6 por el PAN, 2 por el PANAL (Partido Nueva Alianza), 1 por Alternativa, 1 por el PVEM y un diputado independiente.
Además, al estado le corresponden tres senadurías (ganadas en 2006 por Yeidckol Polevnsky y Héctor Miguel Bautista López por el PRD y Ulises Ramírez Núñez por el PAN). Durante las elecciones federales de 2012, la coalición que más votos obtuvo fue la Coalición Por el Bien de Todos (PRD, PT y Convergencia), con 2,262,614 votos, frente a 1,7766,443 del PAN y 1,029,038 de la Alianza por México (PRI y PVEM).

## Situación sociopolítica

Mapa de la Zona Metropolitana del Valle de México.

El Estado de México presenta bastantes ventajas estratégicas debido a su cercanía con la capital. Sobre todo debido a la fuerte presencia de inversión y desarrollo industrial y turístico. Sin embargo, son múltiples los retos que le acarrean la sobrepoblación de 40 de sus municipios y que conforman la mancha urbana y zona conurbada de Ciudad de México.
En primer lugar, la calidad de vida de los habitantes de las ciudades puede ser demasiado prometedora, o muy precaria, en especial para los miles de personas que llegan cada año buscando acomodo en un paisaje urbano nuevo con pocas oportunidades de empleo para ellos (inmigrantes). Es decir, hay un alto grado de desigualdad social y económica (ejemplo: Naucalpan y Huixquilucan, de los municipios más ricos del país y Chimalhuacán y Valle de Chalco, de los más pobres). Aparte, en muchos municipios del Estado de México se observan comunidades rurales que no cuentan con todos los servicios, dificultando la integración económica de los que viven en estas. Es por eso que algunos municipios tienen una apariencia marginal frente a las comunidades más urbanizadas.
En la actualidad los gobiernos mexiquense y capitalino, han optado por establecer una dinámica de cooperación que se ha manifestado en la realización conjunta de obra pública y operativos de seguridad con la intención de solicitar a la federación la ampliación del Fondo Metropolitano y la planeación conjunta de otros proyectos como el de transporte público.
Esta nueva determinación impulsada por ambos gobiernos, es un primer paso para salvar la zona limítrofe e impulsar el desarrollo de toda la ZMCM. Así se han materializado obras con distribuidores y puentes viales de alta circulación, de transporte público y "drenaje profundo" asunto muy importante para miles de habitantes de la cuenca del lago de Texcoco (el actual Valle de México fue un lago natural desecado en forma artificial); circunstancias parecidas hay en el Valle de Chalco con problemas de inundaciones.

## Relaciones internacionales
El Estado de México cuenta con acuerdos de hermanamiento, con las siguientes entidades:
- Estado de Illinois, Estados Unidos; firmado el 2 de mayo de 1990.[1][2]
- Provincia de Gyeonggi, Corea del Sur; firmado el 13 de mayo de 1996.[1][3]
- Provincia de Buenos Aires, Argentina; firmado el 18 de abril de 1997.[1][4]
- Prefectura de Saitama, Japón; firmado el 5 de junio de 1997.[1][5]
- Óblast de Moscú, Rusia firmado el 11 de octubre de 1999.[1][6]
- Provincia de Cantón, China; firmado el 3 de junio de 2002.[1][7][8]
- Estado de Nueva York, Estados Unidos; firmado el 12 de febrero de 2003.[1][9]
- Chongqing, China; firmado el 11 de mayo de 2004.[1][10]
- Estado de Nevada, Estados Unidos; firmado el 13 de diciembre de 2013.[1][11][12]
- Estado de Utah, Estados Unidos; firmado el 7 de abril de 2014.[1][13]
- Provincia de Córdoba, Argentina; firmado el 29 de septiembre de 2014.[1][14]
- Departamento de La Paz, Bolivia; firmado el 22 de octubre de 2015.[1][15]
- Junta de Galicia, España; firmado el 3 de mayo de 2018.[1][16]

## Órganos autónomos
Los organismos autónomos mexiquenses son transparentes con carácter especializado e imparcial, teniendo personalidad jurídica y patrimonios propios.
Entre ellos se encuentran: 
- Comisión de Derechos Humanos del Estado de México
- Fiscalía General de Justicia del Estado de México
- Instituto de Transparencia, Acceso a la Información Pública y Protección de Datos Personales del Estado de México y Municipios
- Instituto Electoral del Estado de México
- Tribunal de Justicia Administrativa del Estado de México
- Tribunal Electoral del Estado de México
- Universidad Autónoma del Estado de México